# Ређо Емилија (округ)
Округ Ређо Емилија (итал. Provincia di Reggio Emilia) је округ у оквиру покрајине Емилија-Ромања у северној Италији. Седиште округа покрајине и највеће градско насеље је истоимени град Ређо Емилија.
Површина округа је 2.293 км², а број становника 519.458 (2008. године).

## Природне одлике
Округ Ређо Емилија се налази у северном делу државе, без излаза на море. Северна половина округа је равничарског карактера, у области Падске низије. Јужни део чине планине северних Апенина. Најважнија река у округу је По, као северна граница округа. Друга битна река је мања река Тресинуро, која тече његовом средишњим делом.

## Становништво
По последњим проценама из 2008. године у округу Ређо Емилија живи близу 520.000 становника. Густина насељености је изузетно велика, преко 220 ст/км². Северна, равничарска половина округа је знатно боље насељена, нарочито око града Ређо Емилија.
Поред претежног италијанског становништва у округу живе и велики број досељеника из свих делова света.

## Општине и насеља
У округу Ређо Емилија постоји 45 општина (итал. Comuni).
Најважније градско насеље и седиште округа је град Ређо Емилија (166.000 ст.) у средишњем делу округа. Други по величини је град Коређо (25.000 ст.) у северном делу округа.